# Morgan Rielly
Morgan Rielly (Vancouver, Columbia Británica, 9 de marzo de 1994), apodado Mo, Riells, Mo Riells o Boats, es un jugador profesional canadiense de hockey sobre hielo que se desempeña en la posición de defensor izquierdo en Toronto Maple Leafs, equipo de la National Hockey League (NHL).

## Carrera
Fue seleccionado en la primera ronda en la NHL Entry Draft de 2012. En 2013 hizo su debut profesional con el equipo Toronto Maple Leafs, donde lleva jugando once temporadas.